# Kumanski jezik
Kumanski jezik (ISO 639-3: qwm) je turkijski jezik pontsko-kaspijske skupine zapadnoturkijskih jezika.
Njime su govorili Kumani u južnoj Rusiji od 11-14 stoljeća nove ere.
Sličan je današnjem krimskotatarskom jeziku. 
Bio je dokumentiran u nekoliko srednjovjekovnih radova, uključujući i Codex Cumanicus (Kumanski zakonik).

## Vanjske poveznice
Codex Cumanicus  Arhivirana inačica izvorne stranice od 20. veljače 2006. (Wayback Machine)